# Niponostenostola
Niponostenostola – rodzaj chrząszczy z rodziny kózkowatych i podrodziny zgrzypikowych.

## Zasięg występowania
Przedstawiciele tego rodzaju występują w Chinach oraz Japonii.

## Systematyka
Do Niponostenostola należą 3 gatunki:
- Niponostenostola gressitti
- Niponostenostola lineata
- Niponostenostola niponensis